# Adalbert Wahl
Adalbert Emil August Wahl (* 29. November 1871 in Mannheim; † 5. März 1957 in Tübingen) war ein deutscher Historiker und Hochschullehrer.

## Leben
Adalbert Wahl nahm nach dem Abitur am humanistischen Gymnasium in Bonn ein Studium der Geschichtswissenschaft an den Universitäten Oxford, Berlin, Wien und Bonn auf, das er 1895 in Bonn mit der Promotion und dem Erwerb des akademischen Grades eines Dr. phil. abschloss. Er wurde im Wintersemester 1892/93 Mitglied im Bonner Kreis.
Im Jahr 1900 habilitierte Adalbert Wahl sich als Privatdozent an der Universität Freiburg, 1905 wurde er dort zum außerordentlichen Professor ernannt. 1908 folgte er einem Ruf auf eine Professur für Neuere Geschichte in Hamburg, 1910 wechselte er in gleicher Eigenschaft an die Universität Tübingen und von dort 1918 an die Landesuniversität Dorpat, bis er 1919 den Lehrstuhl für sein Fach in Tübingen übernahm, den er bis zu seiner Emeritierung 1937 ausfüllte. Zusätzlich bekleidete er dort im Studienjahr 1921/1922 das Rektorat.
Wahl gehörte zu den konservativ-vaterländisch gesinnten Historikern, die den Rassegedanken als eine historische Kraft betrachteten. So erklärte er 1935 gegenüber seinem Vetter, dem Verleger Wilhelm Oldenbourg, dass er schon immer für eine stärkere Berücksichtigung des Rassegedankens eingetreten sei und urteilte über die Gattin des Historikers Otto Hintze, die Historikerin Hedwig Hintze, sie sei eine „widerliche Jüdin“.
Wahl war Ehrenmitglied der burschenschaftlichen Studentenverbindung Normannia Tübingen.

## Schriften (Auswahl)
- Vorgeschichte der französischen Revolution. 2 Bände, J. C. B. Mohr (P. Siebeck), Tübingen 1905.
- Geschichte des europäischen Staatensystems im Zeitalter der französischen Revolution und der Freiheitskriege (1789–1815). Oldenbourg, München/Berlin 1912.
- Montesquieu als Vorläufer von Aktion und Reaktion. Oldenbourg, München/Berlin 1912.
- Die Ideen von 1813. Festrede zur Erinnerung an die Erhebung des deutschen Volkes im Jahr 1813 und zum 25jährigen Regierungsjubiläum Seiner Majestät des Kaisers gehalten im Festsaal der Universität Tübingen am 16. Juni 1913. J. C. B. Mohr, Tübingen 1913.
- Beiträge zur Geschichte der Konfliktszeit. J. C. B. Mohr, Tübingen 1914.
- Hamburg und die europäische Politik im Zeitalter Napoleons. Gräfe & Sillem, Hamburg 1914.
- Was ist geschehen? Was muß geschehen? Eine Denkschrift aus dem Juli 1919. Kloeres, Tübingen 1919.
- Der völkische Gedanke und die Höhepunkte der neueren deutschen Geschichte. H. Beyer & Söhne, Langensalza 1925, 2. Auflage 1934.
- Deutsche Geschichte. Von der Reichsgründung bis zum Ausbruch des Weltkriegs (1871–1914). 4 Bände, W. Kohlhammer, Stuttgart 1926–1936.
- Wiederholungen im Verlauf des historischen Geschehens. Cohen, Bonn 1926.
- Vom Führertum in der Geschichte. H. Beyer & Söhne, Langensalza 1929.
- Der heutige Stand der Kriegsschuldfrage. H. Beyer & Söhne, Langensalza 1929.
- Geschichte der französische Revolution 1789–1799. Quelle & Meyer, Leipzig 1930.
- Über die Nachwirkungen der französischen Revolution vornehmlich in Deutschland. Gedanken und Untersuchungen. W. Kohlhammer, Stuttgart 1939.
- Die Alte und die Neue Welt im Zeichen von Revolution und Restauration (= Die neue Propyläen-Weltgeschichte. Band 5). Propyläen-Verlag, Berlin 1943.